# Твеленев, Михаил Степанович
Михаил Степанович Твеленев (20 июля 1920, селе Перевоз, Тамбовская губерния — 25 апреля 1985, Московская область) — советский военнослужащий, командир звена 9-го гвардейского истребительного авиационного полка, полковник. Герой Советского Союза.

## Биография
Родился 20 июля 1920 года в селе Перевоз (ныне — Ржаксинского района Тамбовской области) в семье крестьянина. Русский. Член ВКП(б)/КПСС с 1950 года. Окончил 7 классов и школу ФЗУ в Москве. Работал слесарем в московском депо Октябрьской железной дороги.
В 1938 году был зачислен в железнодорожный аэроклуб и позднее рекомендован в школу лётчиков-истребителей. В Красной Армии с 1939 года. В том же году окончил Борисоглебскую военно-авиационную школу.
Участник Великой Отечественной войны с июня 1941 года, уже 23 июня совершил первый боевой вылет на штурмовку наступающих войск противника. Участвовал в составе 69-го истребительного авиационного полка в обороне Одессы. В общей сложности при защите Одессы Михаил Твеленев совершил 60 штурмовок, провёл 40 воздушных боёв. В последнем вылете в одесском небе был ранен и попал в госпиталь.
После госпиталя направлен в 792-й истребительный авиационный полк в Закавказье. В одном из боевых вылетов в районе Харькова, посадил свой самолёт на вражеской территории рядом с побитым истребителем товарища и вывез лётчика в фюзеляже. Был награждён орденом Красного Знамени.
После переформирования полка Твеленев в июле 1942 года был направлен командиром звена 10-го отдельного учебно-тренировочного полка 8-й воздушной армии. Там ему 17 августа было присвоено звание лейтенанта. В этой части он занимался подготовкой командиров звеньев для воздушной армии. Во время учёбы Твеленев за день мог совершать по 135—136 полетов по кругу и до 12-13 полетов в зону. Никто в полку не мог с ним сравниться в этом. Здесь он получил ещё один орден Красного Знамени.
30 июня 1943 года добился возвращения в свой родной полк, ставший 9-м гвардейским истребительным Одесским авиационным полком советских асов. Он вошёл в состав первой авиаэскадрильи, которой командовал капитан А. В. Алелюхин. Сражался отважно, показал себя умелым бойцом. 20 августа в районе Мариновки Твеленев уничтожил два самолёта противника. На следующий день за образцовое выполнение боевых заданий командования Твеленев был награждён именными часами, которые вручил ему представитель Ставки Верховного Главнокомандования Маршал Советского Союза А. М. Василевский.
29 сентября 1944 года М. С. Твеленев был представлен к званию Героя Советского Союза. К тому времени командир звена 9-го гвардейского истребительного авиационного полка гвардии старший лейтенант Твеленев совершил 290 боевых вылетов, в 110 воздушных боях лично сбил 11 самолётов противника и 3 в группе.
Указом Президиума Верховного Совета СССР от 23 февраля 1945 года гвардии старший лейтенант Твеленев Михаил Степанович был удостоен звания Героя Советского Союза с вручением ордена Ленина и медали «Золотая Звезда».
Продолжая активно летать, к маю 1945 года он довёл число боевых вылетов до 420, участвуя в 130 воздушных боях, увеличил счёт личных побед до 18.
После войны Твеленев остался в авиации. Овладев мастерством пилотирования на реактивном истребителе, он участвовал в первом воздушном параде реактивных самолётов 1 мая 1947 года, и 16 мая того же года был награждён ещё одним орденом Красного Знамени. Через два года ему присвоили звание майора.
В 1950 году окончил Высшие офицерские лётно-тактические курсы. В период с февраля 1951 года по июль 1965 года работал лётчиком-испытателем НИИ ВВС. Был ведущим лётчиком-испытателем на МиГ-19, участвовал в войсковых испытаниях самолёта МиГ-21. Одним из первых в стране в 1961 году удостоен звания «Заслуженный лётчик-испытатель СССР».
С 1965 года полковник М. С. Твеленев — в запасе. Жил в посёлке Чкаловский Московской области. Скончался 25 апреля 1985 года. Похоронен на кладбище села Леониха Щёлковского района Московской области.
Награждён орденом Ленина, пятью орденами Красного Знамени, орденом Отечественной войны 1-й степени, двумя орденами Красной Звезды, медалями.
В посёлке Чкаловский на доме, в котором жил Герой, установлена мемориальная доска.